# Ruta nacional PE-3S
La Longitudinal de la Sierra Sur, oficialmente Ruta nacional PE-3S, es la denominación que se le conoce al tramo sur de la carretera Longitudinal de la Sierra en el Perú.
Tiene cinco (05) variantes y cuatro (04) ramales.
Entre los años 2013 y 2016 se registró 1038 siniestro viales.

## Recorrido
- Junin
- Huancavelica
- Ayacucho
- Apurímac
- Cusco
- Puno

## Longitud
La Longitudinal de la Sierra Sur tiene una longitud de 1.516,0 km parcialmente asfaltados. Su recorrido se distribuye de la manera siguiente:
- 192.54 km en Junín
- 10.15 km en Huancavelica
- 318.25 km en Ayacucho
- 355.70 km en Apurímac
- 276.80 km en Cusco
- 358.23 km en Puno

## Ramales

### Ruta nacional PE-3SF
La Ruta nacional PE-3SF es la denominación que se le conoce a la ramal de la carretera Longitudinal de la Sierra Sur Ramal Challhuahuacho-Cotabambas en el sur del Perú. Tiene una longitud de 402,90 km afirmada. Su recorrido se distribuye de la manera siguiente: Matara, Abra Llullita, Chuquibambilla, Pogreso, Challhuahuacho, Tambobamba, Abra Chanacairo, Cotabambas, Chinchaypujios.

## Variantes
- Ruta nacional PE-3S D

## Concesiones
- Desarrollo Vial de los Andes S.A.C. (La Oroya - Huancayo)[5]
- Tramo 4 (Huancayo - Abancay): Será adjudicada en el cuatro trimestre del 2015.[6][7]
- Survial S.A. (Abancay – Urcos)
- Tramo 5 (Urcos - Calapuja)
- Concesionaria Vial del Sur S.A. (Calapuja - Puno)[8]
- Tramo 5 (Puno - Desaguadero): Será adjudicada en el primer trimestre del 2016.[9]

## Galería

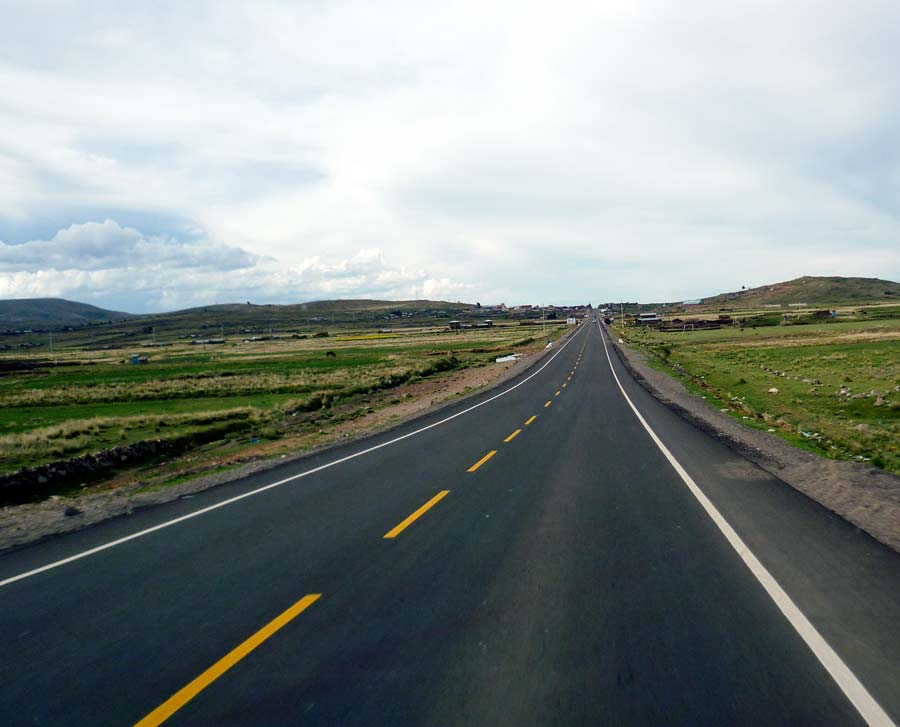
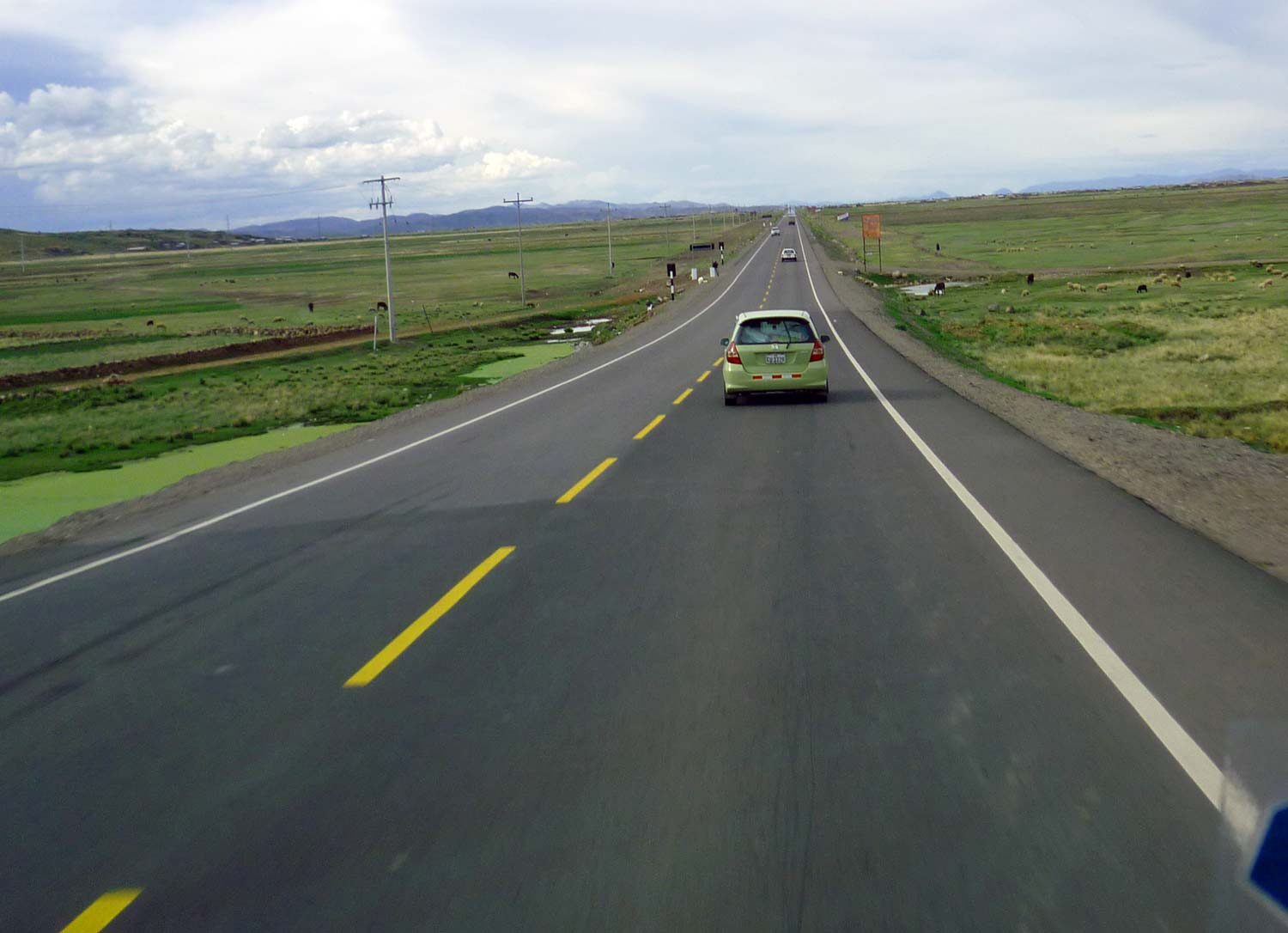
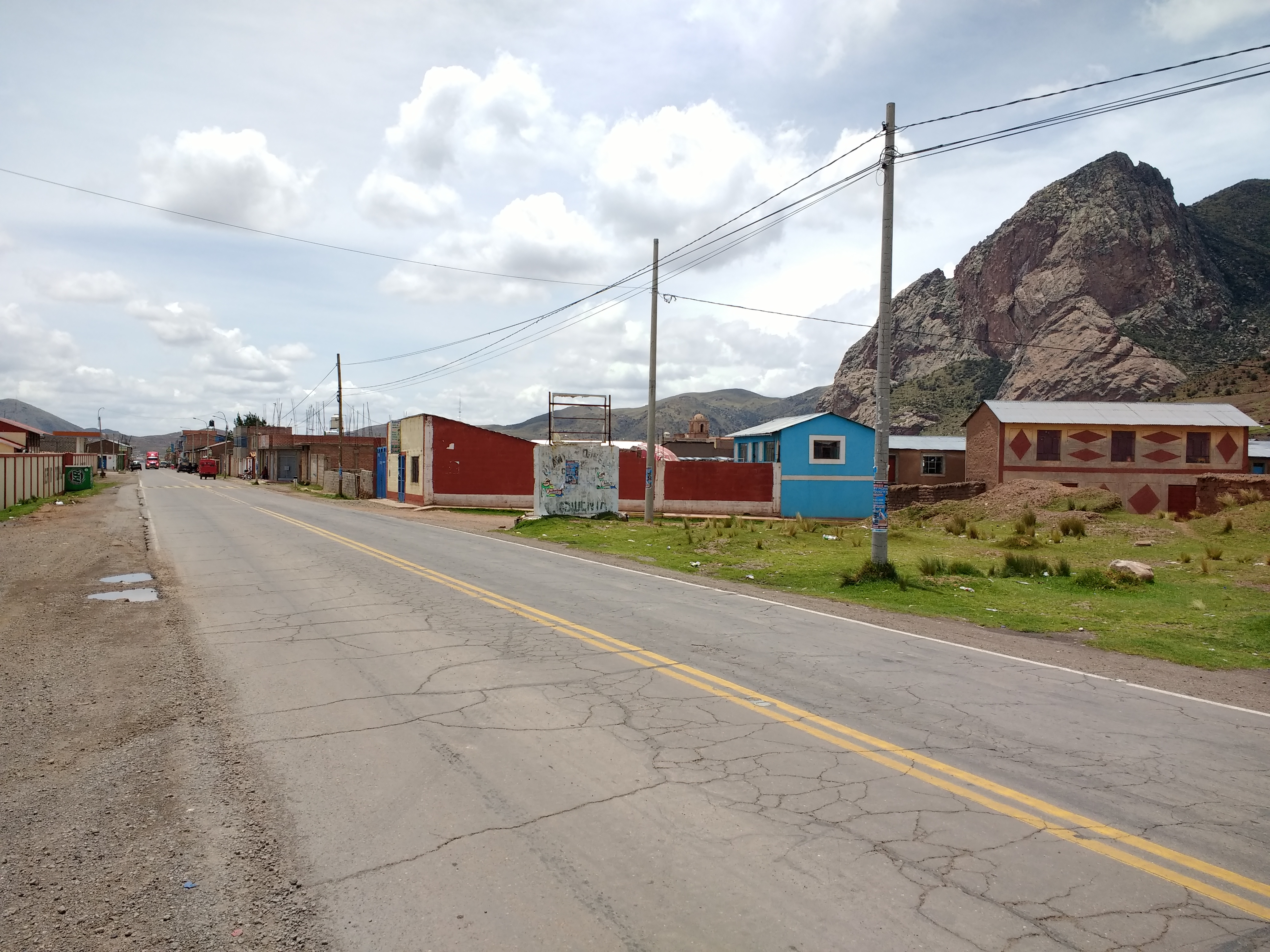